# François Bordes
François Bordes (30 de desembre de 1919, Ribas - 30 d'abril de 1981, Tucson, Arizona) va ser un notable prehistoriador francès especialitzat en la classificació de les restes lítiques prehistòriques.
Va estudiar a Tolosa de Llenguadoc, Bordeus i Paris, obtenint el doctorat en Ciències.
De 1945 a 1955 va treballar en el Centre Nacional de la Recerca de França (CNRS) i a partir d'aleshores va ser professor de geologia a la Universitat de Bordeus i director de les antiguitats prehistòriques d'Aquitània (principal centre de descobertes prehistòriques de França).
Va dirigir nombroses excavacions arqueològiques entre elles les de Pech-de-l'Azé, Combe-Grenal i Corbiac.
El mètode Bordes de classificació dels artefactes de pedra prehistòrics estudia els tipus i incorpora com a novetat el tractament estadístic i és encara molt utilitzat.
També va ser un dels primers a fer talles experimentals de pedres per comprendre la manera en què es van fer les indústries lítiques.

## Principals publicacions
- "Principes d'une méthode d'étude des techniques de débitage et de la typologie du Paléolithique ancien et moyen", L'Anthropologie, t. 54 (1950)
- Typologie du Paléolithique ancien et moyen, Delmas, Publications de l'Institut de Préhistoire de l'Université de Bordeaux, Mémoire n° 1 (1961), réédition CNRS 1988 : ISBN 2-87682-005-6
- Leçons sur le Paléolithique, CNRS, 3 vol. (1984)

## Font
- Marc Groenen, Pour une histoire de la préhistoire, Éd. J. Millon, (1994), ISBN 2-905614-93-5